# Auf den ersten Blick
Auf den ersten Blick (Originaltitel: At First Sight) ist ein US-amerikanisches Filmdrama aus dem Jahr 1999. Regie führte Irwin Winkler, das Drehbuch schrieb Steve Levitt auf der Grundlage eines medizinisch-populärwissenschaftlichen Essays von Oliver Sacks. In den Hauptrollen sind Val Kilmer und Mira Sorvino zu sehen.

## Handlung
Der blinde Masseur Virgil Adamson (Val Kilmer) arbeitet in einem Ferienort. Dort lernt er die New Yorker Architektin Amy Benic (Mira Sorvino) kennen. Sie überredet ihn zu einer medizinischen Behandlung, nach der Adamson wieder sehen kann.
Adamson und Benic haben eine Beziehung, die auf einige schwere Proben gestellt wird. Amy wird von ihrem Chef belästigt, mit dem sie früher verheiratet war. Adamson erfährt, dass er wieder erblinden soll.

## Kritiken
Roger Ebert verglich den Film in der Zeitung Chicago Sun-Times vom 15. Januar 1999 mit dem Film Zeit des Erwachens mit Robert De Niro und Robin Williams.
TV Today 12/1999 bezeichnete den Film als kitschig und kritisierte die Darstellung von Val Kilmer, lobte dafür Kelly McGillis und Nathan Lane. TV Movie 12/1999 kritisierte den Film als naiv, lobte aber die Darsteller.
Die Deutsche Film- und Medienbewertung FBW in Wiesbaden verlieh dem Film das Prädikat wertvoll.

## Hintergrund
Der Film wurde in New York und in Piermont gedreht. Die Produktionskosten betrugen ca. 60 Mio. US-Dollar. Der Film spielte in den Kinos der USA ca. 22,4 Mio. US-Dollar ein.